# 八栄八恥

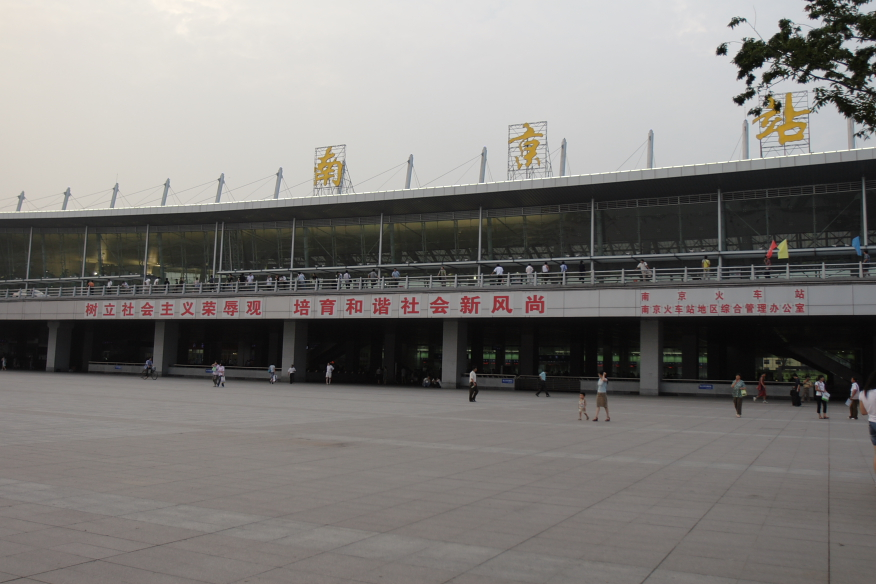
南京駅に掲げられている標語「樹立社会主義栄辱観」

八栄八恥(中: 八荣八耻, ピンイン：bā róng bā chǐ)とは、2000年代の中華人民共和国において、胡錦濤総書記が国民に提唱した文明的な国家建設を樹立するための道徳紀律（スローガン）の通称。正式名は「社会主義栄辱観」(中: 社会主义荣辱观, ピンイン: shè huì zhŭ yì róng rŭ guān)。
「8つのやるべきこと、8つのやってはいけないこと」であり、アメリカでは「Hu Jintao’s Eight-Step Program」（胡錦濤の8段階プログラム）とも言われる。
2006年3月4日、胡錦濤総書記はこのリストを「中国共産党公式の新しい道徳規範であり、仕事、行動、態度の方針を示している」として発表しており、すべての中国人民（特に共産党幹部）が守るべき規範として広められている。

## 標語の内容

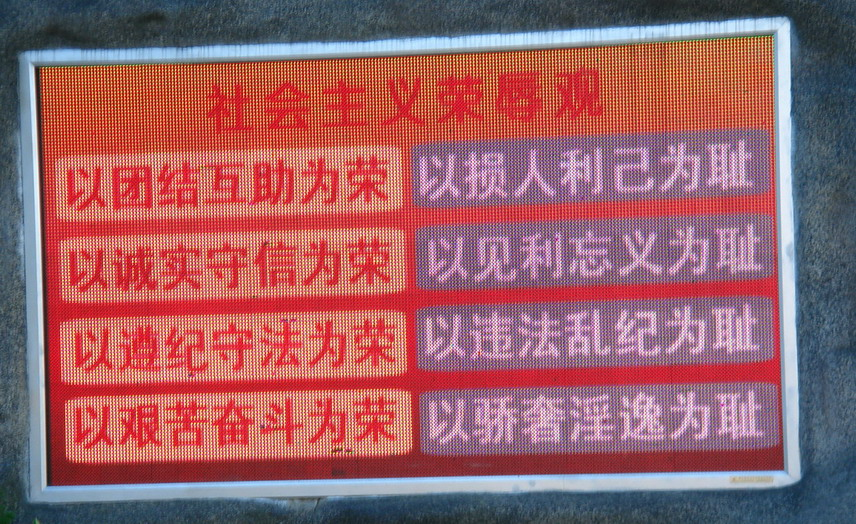
廈門市の電光掲示板に書かれた八栄八恥の標語

- 以熱愛祖国為栄、以危害祖国為恥，（国を愛することは名誉であり、国を害することは恥辱である）
- 以服務人民為栄、以背離人民為恥，（民に尽くすことは名誉であり、民を見放すことは恥辱である）
- 以崇尚科学為栄、以愚昧無知為恥，（科学を敬うことは名誉であり、無知愚昧なことは恥辱である）
- 以辛勤労動為栄、以好逸悪労為恥，（重労働することは名誉であり、楽ばかりするのは恥辱である）
- 以団結互助為栄、以損人利己為恥，（相助団結するのは名誉であり、己だけ得するのは恥辱である）
- 以誠実守信為栄、以見利忘義為恥，（誠実にすることは名誉であり、義理を忘れるのは恥辱である）
- 以遵紀守法為栄、以違法乱紀為恥，（道徳紀律を守るは名誉であり、不法乱紀するのは恥辱である）
- 以艱苦奮鬥為栄、以驕奢淫逸為恥。（刻苦奮闘するのは名誉であり、傲奢淫楽するのは恥辱である）

## 中国国内での受容
「八栄八恥」が広められると、インターネットでこれのパロディが流行した。小学校や幼稚園では八栄八恥の歌が教えられ、公式行事での合唱も披露されている。八栄八恥の考えはおおむね中国人民に受け入れられている。